# Luka Cruysberghs
Luka Cruysberghs (Leuven, 5 december 2000) is een Belgische zangeres, vooral bekend van de band Hooverphonic, waar ze van april 2018 tot november 2020 deel van uitmaakte.

## Biografie
In 2017 liet Cruysberghs voor het eerst van zich horen toen ze deelnam aan de Blind Auditions van het populaire televisieprogramma The Voice van Vlaanderen. Ze bracht haar versie van het nummer Sweet Dreams van Marilyn Manson. Met haar auditie wist ze alle vier juryleden te overtuigen van haar zangtalent. Cruysberghs koos er uiteindelijk voor om zich aan te sluiten bij het team van Alex Callier. Enkele maanden later werd ze winnaar van het vijfde seizoen van The Voice van Vlaanderen.
In april 2018 werd Cruysberghs voorgesteld als de nieuwe zangeres van de Belgische rockgroep Hooverphonic, de band van haar Voice-mentor Alex Callier. Met deze band zou ze, als Belgische inzending, in 2020 naar het Eurovisiesongfestival gaan. Op 9 november 2020 werd bekendgemaakt dat ze bij de band vervangen werd door Geike Arnaert, de zangeres die in 2008 de band verliet.
Cruysberghs startte daarna een solo-carrière en bracht haar eerste single Not Too Late uit op 27 augustus 2021.
In 2024 nam ze deel aan Sing Again op VTM. In 2024 en 2025 tourde ze met de voorstelling De affiche met liedjes van het festival Torhout-Werchter van 1989. Ze bracht daar versies van liedjes van o.a. Nick Cave, R.E.M., Elvis Costello en Bob Seger.
- International Standard Name Identifier: 0000 0004 7578 6693
- MusicBrainz: 55f99416-2dfc-4e33-8493-044d9148fd18